# Rapolas Čarnas
Rapolas Čarnas (* 13. November 1900 in Kaunas; † 27. Dezember 1926 ebenda) war ein litauischer kommunistischer Jugendfunktionär und Politiker.

## Leben
Čarnas war seit 1920 Mitglied des Kommunistischen Jugendverbandes, später auch Mitglied seines ZK. Er war einer der Leiter der Kommunistischen Partei Litauens und illegal für diese aktiv. Nach dem Militärputsch Smetonas am 17. Dezember 1926 wurde Čarnas zusammen mit drei weiteren führenden litauischen Kommunisten – Kazys Giedrys, Juozas Greifenbergeris und Karolis Požėla – verhaftet und erschossen.

## Ehrungen
Eine in den 1970er Jahren in Kaunas aufgestellte Skulpturengruppe von Bronius Vyšniauskas und Napoleonas Petrulis zu Ehren der vier Kommunisten wurde mittlerweile entfernt und befindet sich nunmehr im Grutas-Park.
| Personendaten    | Personendaten         |
| ---------------- | --------------------- |
| NAME             | Čarnas, Rapolas       |
| KURZBESCHREIBUNG | litauischer Kommunist |
| GEBURTSDATUM     | 13. November 1900     |
| GEBURTSORT       | Kaunas                |
| STERBEDATUM      | 27. Dezember 1926     |
| STERBEORT        | Kaunas                |